# Fišer-Špajerova esterifikacija
Fišerova esterifikacija ili Fišer-Špajerova esterifikacija je specijalni tip esterifikacije, koja se odvija putem refluksa karboksilne kiseline i alkohola u prisustvu kiselinskog katalizatora. Tu reakciju su prvo opisali Emil Fišer i Artur Špajer 1895. Većina karboksilnih kiselina je podesna za ovu reakciju, dok alkohol treba da bude primarni ili sekundarni alkil. Tercijarni alkoholi su skloni eliminaciji, a fenoli su obično suviše nereaktivni da bi dali zadovoljavajuće prinose. Često korišteni katalizatori za Fišerovu esterifikaciju su sumporna kiselina, p-Toluensulfonska kiseline, i Luisove kiseline poput skandijum(III) triflata. Za vrednije ili senzitivnije supstrate (npr. biomaterijale), dicikloheksilkarbodiimid se često koristi. Reakcija se često izvodi bez rastvarača (posebno kad se koristi znatan višak reagensa, npr. MeOH), ili u ne-polarnom rastvaraču (npr. toluenu). Tipično trajanje reakcije varira od 1–10 sati na temperaturama od 60-110 °C.
Direktne acilacije alkohola karboksilnim kiselinama su poželjnije od acilacija sa anhidridima (loša ekonomiju atoma) ili acil hloridima (senzitivnost na vlagu). Glavni nedostatak direktne acilacije je nepovoljni hemijski ekvilibrijum, što se mora kompenzovati npr. putem znatnog viška jednog reagensa, ili odstranjivanjem vode (npr. Dean-Stark destilacijom, korištenjem molekulskih sita, ili upotrebom stehiometrijske količine concentrovane sumporne kiseline). U jednoj studiji je utvrđeno da je tetrabutilamonijum tribromid (TBATB) veoma efektivan katalizator. Na primer, acilacija 3-fenilpropanola sa glacijalnom sirćetnom kiselinom i TBATB na refluksu proizvodi ester u toku 15 minuta sa 95% hemijskog prinosa bez potrebe za uklanjanjem vode.

## Pregled
Fišerova esterifikacija je primer nukleofilne acilne supstitucije bazirane na elektrofilnosti karbonilnog ugljenika i nukleofilnosti alkohola. Karboksilne kiseline su kao elektrofili manje reaktivne od estera. Osim toga, u razređenim neutralnim rastvorima one su često deprotonisani anjoni (i stoga nereaktivne kao elektrofili).
Mehanizam ove reakcije ima nekoliko stepena:
1. Proton transfer sa kiselog katalizatora na karbonilni kiseonik povećava elektrofilnost karbonilnog ugljenika.
2. Karbonilni ugljenik zatim napada nukleofilni atom kiseonika alkohola
3. Proton transfer sa oksonijum jona na drugi molekul alkohola daje aktivirani kompleks
4. Protonacija jedne od hidroksilnih grupa aktiviranog kompleksa proizvodi novi oksonijum jon.
5. Gubitak vode sa tog oksonijum jona i naknadna deprotonacija daje estar.

Opšti mehanizam Fišerove esterifikacije je prikazan ispod.